# Gerlafingen
Gerlafingen é uma comuna da Suíça, situada no distrito de Wasseramt, no cantão de Soleura. Tem 1,91 km² de área e sua população em 2018 foi estimada em 5.202 habitantes.